# Stoof (voorwerp)

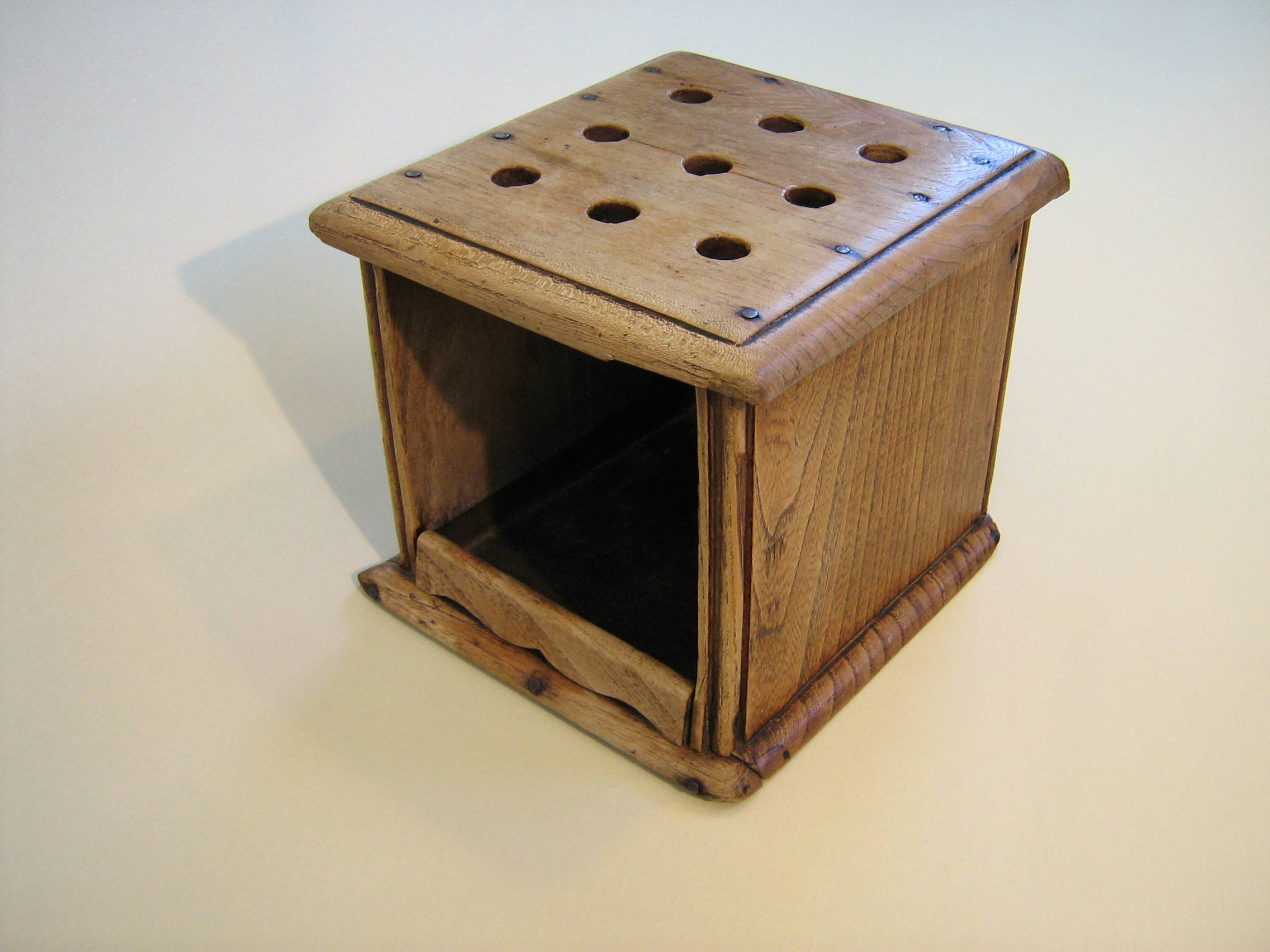
Voetenstoof

Een stoof is een voorwerp om iets warm te houden. Het is geen kachel, geen oven en geen fornuis, maar kan er wel als een soort kachel uitzien. Een stoof wordt tegenwoordig niet zo vaak meer gebruikt, en daardoor komt het woord steeds minder voor.
Een stoof is meestal vlak aan de bovenkant, zodat er pannen met eten op geplaatst kunnen worden.
Een voetenstoof bestaat uit een houten kistje, dat aan één kant open is, met gaten aan de bovenkant. In de stoof werd een test van aardewerk of metaal geplaatst waarin gloeiende kooltjes waren gelegd. De voeten werden op de stoof geplaatst zodat die warm werden. Door een deken of kledingstuk over de benen en stoof te doen hield men de warmte vast en werden ook de onderbenen verwarmd. Bij sommige Nederlandse kerken was het mogelijk voor de duur van de kerkgang een voetenstoof te huren.
Een broedstoof is een verwarmde kast om kunstmatig eieren uit te broeden of bacteriën te kweken. Ook een couveuse voor pasgeboren baby's is een soort stoof.
De meekrapstoof of meestoof was een schuur met meerdere verdiepingen voor het drogen van meekrapwortels. Daaruit werden in de 19e eeuw stoffen gewonnen voor de verfindustie. 
In de scheikunde wordt gebruikgemaakt van een elektrische droogstoof, bijvoorbeeld om een stof te drogen om zodoende een watervrije zuivere stof te verkrijgen.

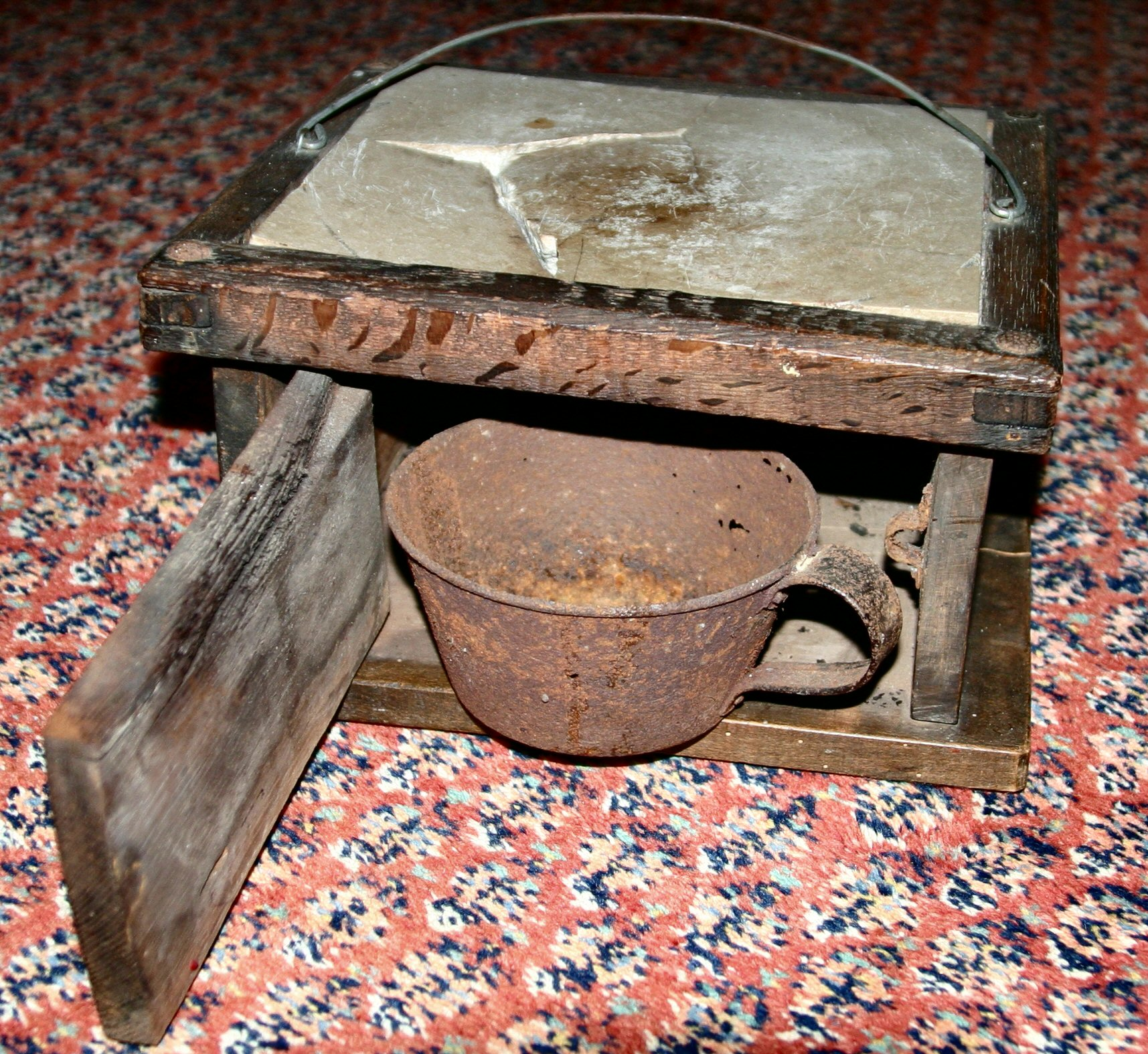
'Kieke', stoof uit Noord-Duitsland met test en natuurstenen warmplaat
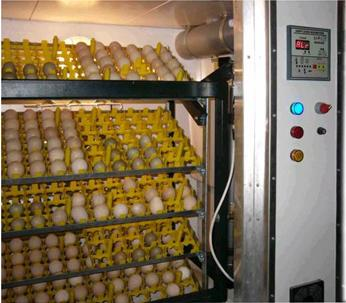
Broedstoof
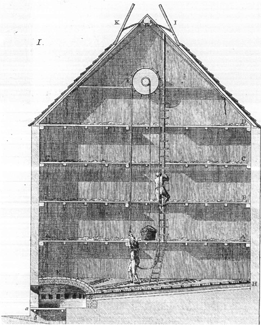
Meekrapstoof